# Distribution dématérialisée des jeux vidéo
La distribution dématérialisée des jeux vidéo  se définit comme l’emploi d'une méthode de distribution en ligne – principalement par voie électronique – par opposition à la méthode de distribution par support physique électronique (disquette, CD-ROM, DVD…) dans le marché des jeux vidéo.

## Historique du phénomène
La distribution dématérialisée des jeux vidéo sur console connaît ses premiers essais dès la deuxième génération de consoles avec les services PlayCable pour l'Intellivision et GameLine pour l'Atari 2600. Lancé en 1981, le service PlayCable permet aux abonnés de télécharger des jeux sur un adaptateur enfiché dans le port cartouche de la console et relié à une prise de télévision. L'augmentation de la taille mémoire des cartouches des jeux Intellivision a rapidement rendu caduc le téléchargement des jeux via ce service en raison de la mémoire de l'adaptateur limitée à 4K de RAM. Le service est arrêté en 1983. Cette même année, la société Control Video Corporation (future America Online) commercialise aux États-Unis son service GameLine pour l'Atari 2600. Contrairement au PlayCable, le GameLine se connecte au réseau téléphonique pour télécharger des jeux depuis l'ordinateur central de la société. Vendus au prix d'un dollar, les jeux ne permettent qu'un nombre de lancement limité. En raison du prix élevé du service et de ses possibilités restreintes, il n'a jamais véritablement décollé. La société disparait lors du krach du marché à cette époque aux États-Unis,.
En 1991, l'éditeur Sega sort le modem Sega Meganet au Japon pour sa console de jeux Mega Drive. Le modem se connecte au port DE-9 à l'arrière de la console et propose aux utilisateurs plusieurs services dont un service de téléchargement de jeux. Encore une fois, le procédé connaît un accueil modeste. Il est distribué au Brésil à partir de l'année 1995 et propose un catalogue plus étoffé comprenant notamment des jeux très populaires comme Mortal Kombat II ou FIFA Soccer 95. En 1994, Sega sort aussi le service Sega Channel pour la distribution dématérialisée des jeux sur Sega Genesis en Occident. Disponible à partir de 1994 aux États-Unis, il est distribué au Canada, au Royaume-Uni, en Australie, au Chili et en Argentine par la suite. L'accessoire s'enfiche dans le port cartouche de la console et se connecte au câble de télévision pour le téléversement des contenus. Durant l'abonnement, les utilisateurs ont un accès illimité au catalogue de jeux proposés. Contrairement à la plupart des systèmes de diffusion précédents sur console, le Sega Channel propose des jeux de bonne qualité (quelquefois légèrement modifiés) qui ont parfois déjà connus le succès sur le circuit commercial traditionnel comme Street Fighter II ou Earthworm Jim, des dérivés ainsi que des rééditions de licence fortes comme Mega Man: The Wily Wars ou Sonic 3D. À son apogée, le service compte 250 000 abonnés aux États-Unis, un chiffre très honorable pour le parc installé de machines, mais qui décroît rapidement lorsque Sega commence à se concentrer principalement sur sa console suivante, la Saturn. Selon plusieurs commentateurs, le service est lancé trop tard pour espérer connaître un véritable succès (la Mega Drive est distribuée aux États-Unis en 1989 et la Saturn dès 1995),.
En 1995, Nintendo sort le système Satellaview, pour sa console Super Famicom au Japon. Conçu en partenariat avec l'entreprise de diffusion par satellite St.GIGA, ce système se compose d'un boitier connecté sous la console, d'une connectique pour se brancher à une antenne parabolique et de la cartouche spéciale BS-X permettant de naviguer entre les différents services via un programme représentant une ville virtuelle. À certaines périodes de la journées, les abonnées ont la possibilité de télécharger des jeux, des données ainsi que des magazines électroniques sur un canal réservé. Le service propose un bon nombre de jeux dérivés ou de versions modifiées de jeux déjà très populaires tirés des licences Mario, The Legend of Zelda, F-Zero ou Chrono Trigger. La taille restreinte de la ROM ne permet de stocker que quelques jeux, mais elle peut être augmentée à l'aide d'une extension mémoire vendue séparément. Avec l'augmentation du marché des consoles de cinquième génération et notamment la sortie de la Nintendo 64 en juin 1996, Nintendo fait passer au second plan le développement sur la plate-forme Satellaview dont les ventes sont jugées insuffisantes. À son apogée en mars 1997, le système comptabilise un peu plus de 116 000 abonnements. Dès 1998, le nombre et la qualité des nouveaux jeux diminue fortement. Le service s'arrête en 2000 en ayant fait perdre beaucoup d'argent à St.GIGA.

## Dématérialisation des jeux vidéo
La dématérialisation des jeux vidéo est le phénomène de transition progressive, complète ou partielle, vers une distribution dématérialisée des jeux vidéo. Ce phénomène, prévu par certains[réf. souhaitée] et encouragé par de nombreux signes avant-coureurs, n’en reste pas moins pour l’instant partiel et concerne essentiellement les ordinateurs personnels, où la gestion des téléchargement est plus aisée (clavier, logiciel dédié, etc) que sur console de salon ou console portable.
Cette dématérialisation signifierait bien plus que l’augmentation du nombre de téléchargements disponibles, ce serait un changement en profondeur de quelques-unes des conventions les plus connues et les mieux ancrées du monde vidéoludique. Certains parlent même de l’ultime génération de console puisque la distribution exclusivement dématérialisée des jeux vidéo rendrait obsolète l’acquisition de matériels informatiques toujours plus puissants pour jouer aux derniers jeux vidéo sortis.
Selon reuters.com : « L’analyste de Wedbush Morgan Securities Michael Pachter estime que les jeux téléchargés numériquement compteront pour environ 2 % des ventes de l’industrie [en 2009], ou environ 400 millions de dollars. Il estime que la demande doublera annuellement pour quelques années, à 800 millions de dollars en 2010 et à 1,6 milliard de dollars en 2011. » Pourtant, Jens Uwe Intat, le vice-président et directeur général de la filiale européenne de l'éditeur Electronic Arts, ne croit pas que la dématérialisation se produira avant au moins 20 ans, selon lui : « On avait l'habitude d'être sous les 1 Go, mais maintenant nous faisons des jeux qui prennent 8, 9, 10 Go... et si la distribution par bande passante permet un jour de distribuer 10 Go en une demi-heure, nous aurons des jeux qui pèseront 100 Go ».

### Avantages et inconvénients

#### Développeurs
Les véritables gagnants de la distribution dématérialisée, chez les développeurs, sont les petits développeurs indépendants qui réussissent à obtenir des accords avec d’importants distributeurs car leurs œuvres demandent peu ou pas d'investissement initial afin d'être commercialisées (Jeu vidéo indépendant) ; on peut imaginer qu'une accentuation de la dématérialisation ne pourrait leur être que bénéfique. Collectivement, leur part de marché s’est déjà accrue substantiellement grâce à l’effet de la « longue traîne », ce qui devrait diminuer la précarité de ces modestes entreprises et aussi leur dépendance aux principaux distributeurs à mesure que des initiatives comme l'Indie Fund et d’autres associations voient le jour.

#### Éditeurs
Pour les éditeurs, ces changements seraient pratiquement tous positifs et leur assureraient un bien meilleur contrôle de leurs produits, notamment pas l’élimination du marché de l’occasion et de l’import et par une protection prétendument supérieure contre le piratage. Selon le site Jeuxvideo.fr : « La logistique (emballage, acheminement…) représente […] de 3 à 6 % du prix de vente final du jeu. » les économies ainsi réalisées pourraient s'avérer importantes et l’inquiétude de récupérer des jeux invendus serait annulée. De plus, les jeux vidéo, en prenant de l’âge, disparaissent rapidement des étagères au profit des dernières nouveautés; un jeu moins récent aura quand même la possibilité de se vendre en version dématérialisée,.

#### Commerçants
La pilule est plus dure à avaler pour les commerçants traditionnels. Il faudra s’attendre, si la dématérialisation s’intensifie, à des pertes d’emplois dans ce secteur, voire à des fermetures de commerces spécialisés dans la vente de jeux vidéo qui ne sauraient s’adapter,,,.

#### Joueurs, consommateurs
Pour les joueurs consommateurs, un avantage de la dématérialisation est de ne pas avoir besoin de sortir de sa demeure pour acquérir le jeu de son choix et, à la différence des jeux que l'on peut commander en ligne, ne pas requiérir de frais de livraison. Théoriquement, il sera aussi toujours disponible des années après sa sortie.
Même si les éditeurs sauvent de l’argent à distribuer leurs jeux par voie électronique, ils les vendent souvent (en 2010) au même prix et parfois plus cher que la version physique. Les raisons pour cela sont l’impossibilité des acheteurs d’échanger ou de vendre leurs jeux dans cet état ce qui tue le marché de l’occasion, la diminution – drastique en 2010 – de la compétition à cause du monopole de quelques distributeurs et dans une moindre mesure, la fin du marché de l'import. Habituée à une « copie solide » entre les mains, du moins pour la majorité des joueurs de 2010, la communauté reste divisée sur la question de la dématérialisation des jeux vidéo. Elle craint que ce système entrave leur liberté de disposer de leurs jeux comme elle le souhaite par l’ajout de mesures contre le piratage tel que le très controversé DRM (Digital Rights Management ou Gestion des droits numériques) par les entreprises,,. Finalement, certains joueurs/consommateurs, sont plus à risque de dépenser d’importantes sommes d’argent lorsque l’offre est aussi immédiate. En 2012, des jeux vidéo exclusivement disponibles en téléchargement amènent un nouvel inconvénient, celui de « répondent à un objectif: garder captif le joueur pour mieux le tondre. »

## Manuels en version papier
Le 19 avril 2010,, Ubisoft annonça l’élimination des manuels en version papier pour tous ses prochains jeux sur Xbox 360 et Playstation 3, en commençant par Shaun White Skateboarding, prévu pour le temps des fêtes de cette même année, dans un prétendu effort pour être plus écologique. En contrepartie, un manuel intégré au jeu, plus documenté et compréhensible, est promis. C’est la première fois qu’un éditeur annonce une initiative aussi radicale concernant ses jeux en format boîte, même si une réduction de la complexité des manuels pour certaines productions avait déjà été remarquée avant et surtout durant la septième génération de consoles.
De nombreux analystes et fans, dont l’expérience des jeux vidéo incluait pratiquement toujours un manuel, se sentent lésés à cette annonce qui soulève chez eux une vague de nostalgie et de souvenirs, même si plusieurs admettent que les manuels inclus dans les boîtiers de jeux ont perdu de leur utilité étant donné l’aide disponible dans les jeux par le biais de nombreux didacticiels ou de l’Internet. Néanmoins, plusieurs allèguent que les manuels d’aujourd’hui sont plus qu’un simple legs désuet du passé, mais une excellente façon d’ajouter de l’information supplémentaire difficile à inclure dans le jeu lui-même et représentant une « plus value » à laquelle le consommateur devrait s’attendre. De plus, toujours selon eux, son exclusion créera un sentiment de « vide ». Ce qui fâche et déçoit les gens, c’est surtout qu’ils n’y voient qu’une autre façon, pour les compagnies de jeux vidéo, de couper dans les coûts de production et de s’enrichir en donnant toujours moins aux joueurs,,. Pour plusieurs d’entre eux, l’initiative ne leur semble pas mauvaise en soi, mais ils jugent hypocrite de faire valoir une conscience environnementale lorsqu’il s’agit des versions « de base » des jeux alors que les versions du type « collector » contiennent de plus en plus de bonus totalement accessoires.
Bien que cet événement fasse difficilement partie du débat sur la dématérialisation des jeux vidéo, il paverait peut-être la voie à une dématérialisation généralisée sous le prétexte d’être plus écologique. Jim Reilly, éditeur sur le site IGN, y va de cette déclaration : « De toute façon, j’estime que les joueurs ne devraient pas accepter d’acheter des jeux sans manuels en papier. Nous sommes déjà obligés d'acheter des jeux 10 $ plus cher que la génération précédente ; on s’attend de nous de payer davantage, quelques semaines plus tard, pour un contenu téléchargeable qui aurait déjà dû être disponible sur le disque et, en retour, on doit se contenter de  jeux remplis de bogues et de pépins techniques au lancement. Bientôt, les éditeurs trouveront une excuse pour arrêter de fabriquer des disques de jeu et leurs boîtes, ne nous laissant rien de notre bagage de joueur. »